# Peter Blau
Peter Blau (7. února 1918 – 12. března 2002) byl americký sociolog.
Narodil se ve Vídni, roku 1939 emigroval do USA. K jeho hlavním oblastem zájmu patřila byrokracie, svou analýzu velkých byrokratických institucí představil v knize The Dynamics of Bureaucracy z roku 1955. Rozvíjel též teorii sociální směny George Caspara Homanse, především v knize Exchange and Power in Social Life z roku 1964. Blau obohacuje Homansovu teorii o faktor velkých institucí. Zatímco Homans viděl společnost jako soubor jedinců, kteří neustále směňují jeden s druhým a snaží se maximalizovat svůj zisk (nikoli jen ekonomický, ale i emocionální atd.), Blau doplňuje, že velké sociální instituce a formace mají vlastní „emergentní vlastnosti“, které nelze považovat za pouhé rozšíření vlastností individuí. Hovoří proto o Homansově „psychologickém redukcionismu“. Blau též uznává, že se jedinci mohou pod různými sociálními tlaky dostat do vztahů, které pro ně výhody nepřinášejí (vykořisťování), a také uznává existenci vztahů nereciprocitních (přátelství, láska), čímž teorii sociální směny, často kritizovanou za příliš „tržní pohled na sociální systémy“, zvícerozměrňuje.